# 近畿運輸局
近畿運輸局（きんきうんゆきょく）は、国土交通省の地方支分部局で運輸・交通に関する業務を行う地方運輸局の一つである。
近畿地方のうち、兵庫県を除く5府県（滋賀県、京都府、大阪府、奈良県、和歌山県）を管轄区域とする。なお、兵庫県は神戸運輸監理部の管轄だが、陸運部門（兵庫陸運部）については実質的に近畿運輸局の下部組織として扱われている。

## 組織及び所在地
神戸運輸監理部およびその外部団体は除く

### 本局
〒540-8558
大阪府大阪市中央区大手前4-1-76
（大阪合同庁舎4号館）
- 総務部
  - 安全防災・危機管理調整官
  - 総務課・広報対策官
  - 人事課
  - 会計課
- 観光部 	
  - 観光企画課
  - 国際観光課
  - 観光地域振興課
- 交通政策部
  - 交通企画課
  - 環境・物流課
  - バリアフリー推進課
- 鉄道部
  - 監理課
  - 計画課
  - 技術・防災課
  - 安全指導課
  - 鉄道安全監査官
- 自動車交通部
  - 旅客第一課
  - 旅客第二課
  - 貨物課
- 自動車業務監査指導部 	
  - 自動車監査官（旅客）
  - 自動車監査官（貨物）
- 自動車技術安全部
  - 管理課
  - 整備課
  - 保安・環境課
  - 技術課
- 海事振興部 	
  - 旅客課
  - 貨物・港運課
  - 船舶産業課
  - 船員労政課
- 海上安全環境部 	
  - 監理課
  - 船舶安全環境課
  - 船員労働環境・海技資格課
  - 運航労務監理官
  - 船舶検査官
  - 船舶測度官
  - 海技試験官
  - 外国船舶監督官

### 出先機関

#### 陸運部門
（）内は交付されるナンバープレートに付される都市・地域名
大阪運輸支局（「大阪」）
- 所在地：大阪府寝屋川市高宮栄町12-1
- 管轄区域：大阪府北部（豊中市・吹田市・池田市・高槻市・守口市・枚方市・茨木市・寝屋川市・東大阪市・箕面市・門真市・摂津市・八尾市・大東市・四條畷市・交野市・豊能郡・三島郡）

大阪運輸支局なにわ自動車検査登録事務所（「なにわ」）
- 所在地：大阪府大阪市住之江区南港東3-1-14
- 管轄区域：大阪市

大阪運輸支局和泉自動車検査登録事務所（「和泉」「堺」）
- 所在地：大阪府和泉市上代町官有地
- 管轄区域：大阪府南部（堺市・岸和田市・泉大津市・貝塚市・泉佐野市・松原市・富田林市・和泉市・河内長野市・柏原市・羽曳野市・高石市・藤井寺市・泉南市・阪南市・大阪狭山市・南河内郡・泉北郡・泉南郡）
- 「堺」ナンバー対象地域：堺市

京都運輸支局本庁舎（「京都」）
- 所在地：京都府京都市伏見区竹田向代町37
- 管轄区域：京都府全域

京都運輸支局京都南自動車検査場
- 所在地：京都府久世郡久御山町大字田井小字東荒見27-2
- 管轄区域：京都府全域（車検業務のみ）

奈良運輸支局（「奈良」）
- 所在地：奈良県大和郡山市額田部北町981-2
- 管轄区域：奈良県全域

滋賀運輸支局（「滋賀」）
- 所在地：滋賀県守山市木浜町2298-5
- 管轄区域：滋賀県全域

和歌山運輸支局（「和歌山」）
- 所在地：和歌山県和歌山市湊1106-4
- 管轄区域：和歌山県全域

神戸運輸監理部兵庫陸運部（「神戸」）
- 所在地：兵庫県神戸市東灘区魚崎浜町34-2
- 管轄区域：兵庫県東部（神戸市・尼崎市・明石市・西宮市・洲本市・芦屋市・伊丹市・西脇市・宝塚市・三木市・川西市・小野市・三田市・丹波篠山市・丹波市・南あわじ市・淡路市・加東市・川辺郡・多可郡）

兵庫陸運部姫路自動車検査登録事務所（「姫路」）
- 所在地：姫路市飾磨区中島福路町3322
- 管轄区域：兵庫県西部・北部（姫路市・相生市・加古川市・赤穂市・高砂市・加西市・養父市・朝来市・宍粟市・豊岡市・たつの市・加古郡・神崎郡・揖保郡・赤穂郡・佐用郡・美方郡）

#### 海事部門
※ 滋賀県・大阪府・奈良県は本局直轄。
京都運輸支局舞鶴庁舎
- 所在地：京都府舞鶴市字下福井901 舞鶴港湾合同庁舎
- 管轄区域：京都府

和歌山運輸支局
- 所在地：和歌山県和歌山市湊1106-4
- 管轄区域：和歌山県（勝浦海事事務所の管轄区域を除く）

和歌山運輸支局勝浦海事事務所
- 所在地：和歌山県東牟婁郡那智勝浦町大字築地8-5-5
- 管轄区域：和歌山県新宮市、東牟婁郡、西牟婁郡すさみ町

## 歴代局長
| 代 | 氏名       | 在任期間                | 前職                                                | 後職                               |
| -- | ---------- | ----------------------- | --------------------------------------------------- | ---------------------------------- |
|    | 石津緒     | - 2012.09.11            | ？                                                  | 国土交通審議官                     |
|    | 大黒伊勢夫 | 2012.09.11 - 2013.04.10 | 鉄道建設・運輸施設整備支援機構理事                  | 辞職                               |
|    | 大久保仁   | 2013.04.10 - 2014.07.08 | 成田国際空港取締役                                  | 大臣官房付・即日辞職               |
|    | 土屋知省   | 2014.07.08 - 2015.07.30 | 鉄道局次長                                          | 鉄道建設・運輸施設整備支援機構理事 |
|    | 天谷直昭   | 2015.07.31 - 2016.06.24 | 海上保安庁総務部長                                  | 大臣官房付・即日辞職               |
|    | 若林陽介   | 2016.06.24 - 2017.07.07 | 海事局次長                                          | 大臣官房付・即日辞職               |
|    | 坂野公治   | 2017.07.07 - 2018.07.31 | 航空局交通管制部長                                  | 大臣官房付・即日辞職               |
|    | 八木一夫   | 2018.07.31 - 2020.04.01 | 海上保安庁交通部長                                  | 大臣官房付・即日辞職               |
|    | 野澤和行   | 2020.04.01 - 2021.07.01 | 自動車事故対策機構理事                              | 大臣官房付・即日辞職               |
|    | 金井昭彦   | 2021.07.01 - 2023.10.01 | 大臣官房審議官 （危機管理、公共交通・物流政策担当） | 大臣官房付・即日辞職               |
|    | 日笠弥三郎 | 2023.10.01 - 2024.06.24 | 鉄道建設・運輸施設整備支援機構理事                  | 海外交通・都市開発事業支援機構専務 |
|    | 岩城宏幸   | 2024.06.24 - 2025.07.01 | 総合政策局次長                                      | 大臣官房付・即日辞職               |
|    | 服部真樹   | 2025.07.01 -            | 海上保安庁総務部長                                  | （現職）                           |